# Wasted Time
"Wasted Time" is een nummer van de Amerikaanse band Eagles. Het nummer verscheen als de vierde track op hun vijfde studioalbum Hotel California uit 1976.

## Achtergrond
"Wasted Time" is geschreven door groepsleden Glenn Frey en Don Henley en geproduceerd door Bill Szymczyk. Het nummer werd geïnspireerd door het einde van de relatie tussen Henley en sieraadontwerpster Loree Rodkin. Het nummer was een poging om een Philadelphia soul-nummer te schrijven. Frey legde hierover uit: "Ik vond alle nummers die toen uit Philadelphia kwamen geweldig. Ik vroeg om bladmuziek zodat ik sommige van die nummers kon leren, en ik begon mijn eigen muzikale ideeën met die Philly-invloed te ontwikkelen. Don was onze Teddy Pendergrass. Hij kon daar staan en gewoon jammeren. We deden een grote Philly-productie met strijkers - zeker geen countryrock. Je gaat dat niet vinden op een album van Crosby, Stills & Nash of The Beach Boys. De zangkwaliteiten van Don verlegden vele van onze grenzen. Hij kon het telefoonboek zingen. Het maakte niet uit."
De strijkers op "Wasted Time" werden gearrangeerd door Jim Ed Norman, een schoolvriend van Henley die op meerdere Eagles-albums meewerkte. Het sloot kant een van de originele lp Hotel California af, waarna een instrumentale versie kant twee opent. Vanwege het vele gebruik van strijkers wordt Norman op deze versie genoemd als componist naast Frey en Henley. Het nummer werd niet uitgebracht als single, maar verscheen wel op de B-kant van de Duitse versie van de single "Life in the Fast Lane". Desondanks was het een van de favorieten onder fans en werd het vaak live gespeeld; zo stond het ook op het livealbum Hell Freezes Over, waarmee de groep in 1994 hun comeback vierde. In 2003 werd het nummer gecoverd door Gov't Mule op hun livealbum The Deepest End, Live in Concert.

## NPO Radio 2 Top 2000
| Nummer met noteringen in de NPO Radio 2 Top 2000 | '18  | '19  |
| ------------------------------------------------ | ---- | ---- |
| Wasted Time                                      | 1856 | 1819 |

1. ↑  Een vetgedrukt getal geeft de hoogste notering aan.
2. ↑  2018 was het eerste jaar met een notering voor dit nummer.
3. ↑  Deze tabel is bijgewerkt tot en met de laatste editie (2024).